# Atletica leggera ai X Giochi panafricani - Mezza maratona maschile
La mezza maratona maschile ai X Giochi panafricani si è svolta il 15 settembre 2011 a Maputo.

## Podio
| Oro     | Lelisa Desisa Etiopia  |
| Argento | Kenneth Kipkemoi Kenya |
| Bronzo  | Bekana Daba Etiopia    |

## Programma
| Data              | Ora | Evento |
| ----------------- | --- | ------ |
| 14 settembre 2011 |     | Finale |

## Risultati

### Finale
| Class   | Atleta               | Nazione      | Tempo   | Note |
| ------- | -------------------- | ------------ | ------- | ---- |
| Oro     | Lelisa Desisa        | Etiopia      | 1:04:31 |      |
| Argento | Kenneth Kipkemoi     | Kenya        | 1:04:44 |      |
| Bronzo  | Bekana Daba          | Etiopia      | 1:04:51 |      |
| 4       | Leonard Kipkoech     | Kenya        | 1:05:02 |      |
| 5       | Kelvin Pangiso       | Zimbabwe     | 1:05:11 |      |
| 6       | Dickson Marwa        | Tanzania     | 1:05:22 |      |
| 7       | Tewolde Estiranos    | Eritrea      | 1:05:25 |      |
| 8       | Ramolefi Motsieola   | Lesotho      | 1:05:28 |      |
| 9       | Ali Abdosh           | Etiopia      | 1:06:14 |      |
| 10      | Lewis Masunda        | Zimbabwe     | 1:07:22 |      |
| 11      | Nelson Cruz          | Capo Verde   | 1:07:24 |      |
| 12      | Ilunga Mande         | RD del Congo | 1:08:51 |      |
| 13      | Reinhold Iitaa       | Namibia      | 1:09:17 |      |
| 14      | Alain Nkulu Ngoy     | RD del Congo | 1:09:23 |      |
| 15      | Avelino Dumbo        | Angola       | 1:09:38 |      |
| 16      | Tsepo Ramonene       | Lesotho      | 1:10:27 |      |
| 17      | Spencer Adilson      | Capo Verde   | 1:12:30 |      |
| 18      | Issufo Mancubo       | Mozambico    | 1:13:18 |      |
| 19      | Manuel Macoza        | Mozambico    | 1:13:51 |      |
| N.D.    | Fabiano Joseph Naasi | Tanzania     | dnf     |      |